# Аристово (Опочецкий район)
Аристово — деревня в Опочецком районе Псковской области России. Входит в состав Глубоковской волости.

## География
Расположена в 7 км к юго-востоку от города Опочка.

## Население
| 2001 | 2002 | 2010 | 2013 | 2014 | 2015 | 2016 |
| ---- | ---- | ---- | ---- | ---- | ---- | ---- |
| 175  | ↘138 | ↘103 | ↗113 | ↗129 | →129 | ↗131 |

Численность населения по состоянию на начало 2001 года составляла 175 человек.

## История
С 1995 до 2015 года деревня входила в состав ныне упразднённой Звонской волости.